# Улица Петра Сагайдачного (Киев)
У́лица Петра́ Сагайда́чного (укр. вулиця Петра Сагайдачного) — улица в Подольском районе города Киева, местность Подол. Пролегает от Почтовой до Контрактовой площади.

## История
Застроена и упорядочена в 1830—1840-х годах. Бывшая часть Александровской улицы; с 1919 года — улицы Революции, с 1934 года — улицы Кирова. В 1955 году она была выделена в самостоятельную улицу, получившую название улица Жданова, в честь Жданова Андрея Александровича (1896—1948) — советского партийного и государственного деятеля. В 1989 году названа именем казацкого гетмана Петра Кононовича Сагайдачного. С 2017 года участок между Андреевской улицей и Контрактовой площадью является пешеходным

## Исторические здания и памятники архитектуры
На пересечении улицы Петра Сагайдачного и Почтовой площади расположена церковь Рождества (1810—1814, архитектор А. И. Меленский); рядом — станция метро «Почтовая площадь», фуникулёр. В здании № 4 (бывшая гостиница «Сербия»; не сохранилась) в 1894—1896 годах жил российский писатель А. И. Куприн; тут была установлена ему мемориальная доска. Сохранилось много домов XVIII—XIX ст. Среди них — дома зажиточных киевских мещан Балабух (№ 27а, 27б; конец XVIII в. — 1830-е годы), здание мастера-золотаря Коробки Фёдора (№ 20; 1830; архитектор Станзани), здание Киевского купца Дехтярёва П. (№ 16/5, 1830), №№ 21, 23, 25/3, 27, 29, 31, 35, 37, 41 (XIX ст.).
Современный вид улицы почти не отличается от начальной застройки XIX столетия. Улица застроена преимущественно двухэтажными зданиями. Перед Гостиным двором установлен памятник Петру Сагайдачному.

## Изображения

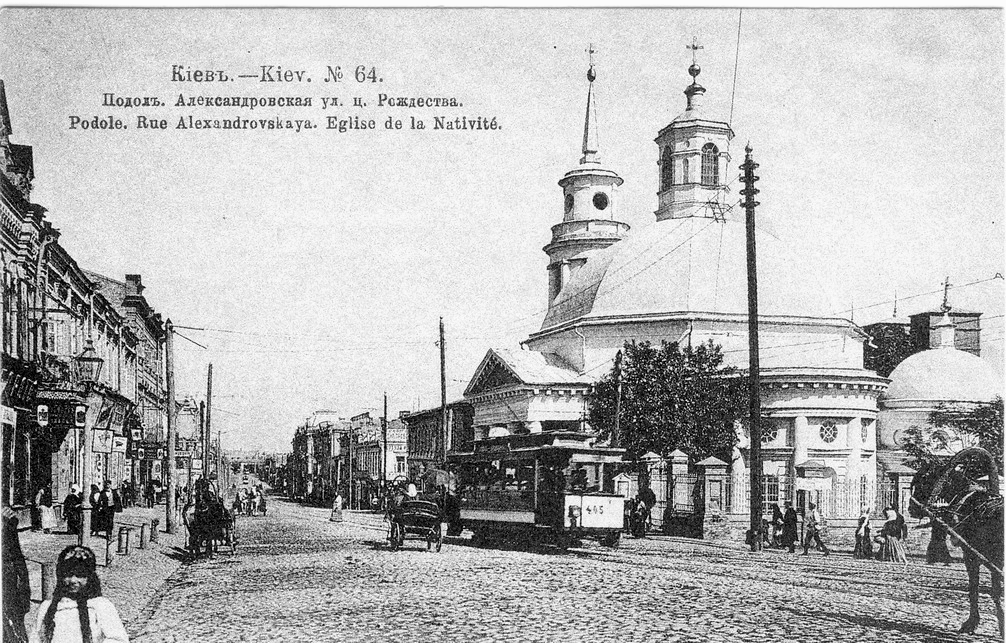
Александровская улица. Открытка начала XX века